# 姫路南郵便局
姫路南郵便局（ひめじみなみゆうびんきょく）は、兵庫県姫路市飾磨区にある郵便局。民営化前の分類では集配普通郵便局であった。

## 概要
住所：〒672-8799 兵庫県姫路市飾磨区中島1139-29

## 沿革
- 1874年（明治7年）12月16日 - 飾万津（しかまつ）郵便取扱所として開設[1]。
- 1875年（明治8年）1月1日 - 飾万津郵便局（五等）となる[1]。
- 1885年（明治18年）7月20日 - 貯金取扱を開始[1]。
- 1886年（明治19年）4月1日 - 飾磨津郵便局に改称[1]。
- 1890年（明治23年）4月1日 - 飾磨郵便局に改称[1][2]。
- 1890年（明治23年）10月16日 - 為替取扱を開始[1]。
- 1897年（明治30年）3月11日 - 飾磨郵便電信局（三等）に改称[1][3]。
- 1903年（明治36年）4月1日 - 通信官署官制の施行に伴い飾磨郵便局となる[1][4]。
- 1942年（昭和17年）3月11日 - 特定郵便局から普通郵便局に局種別改定[5]、妻鹿郵便局から集配業務を移管[6]。
- 1956年（昭和31年）12月1日 - 電話通話および和文電報受付事務の取扱を開始[7]。
- 1998年（平成10年）11月2日 - 姫路市飾磨区中島763-1から同1139-29に移転するとともに、姫路南郵便局に改称。同日、広畑郵便局[注釈 1]（〒671-1199→〒671-1121）および網干郵便局[注釈 2]（〒671-1299→〒671-1234）から集配業務を移管。ただし、移管された郵便区内の郵便番号（〒671-11xx、〒671-12xx）は変更されなかった。
- 2000年（平成12年）8月14日 - 外国通貨の両替および旅行小切手の売買に関する業務取扱を開始。
- 2006年（平成18年）9月25日 - 大塩郵便局（〒671-0199→〒671-0103）から集配業務を移管[8]。
- 2007年（平成19年）10月1日 - 民営化に伴い、併設された郵便事業姫路南支店、かんぽ生命保険姫路支店に一部業務を移管。
- 2012年（平成24年）10月1日 - 日本郵便株式会社発足に伴い、郵便事業姫路南支店を姫路南郵便局に統合。
- 2017年（平成29年）8月28日 - かんぽ生命保険姫路支店が当局から姫路市豊沢町137 姫路センタービル（姫路南駅前郵便局併設）に移転[9]。

## 取扱内容
- 郵便、印紙、ゆうパック、内容証明
- 貯金、為替、振替、振込、国際送金、外貨両替・トラベラーズチェック、国債、投資信託
- 生命保険、バイク自賠責保険、自動車保険、変額年金保険
- 地方公共団体事務（兵庫県住宅再建共済基金利用申込取次）
- ゆうちょ銀行ATM
- 姫路市内の一部地域、高砂市北浜地区（〒672-8xxx、〒671-01xx、〒671-11xx、〒671-12xxの地域）の集配業務
- ゆうゆう窓口

## 周辺
- 姫路市役所 飾磨支所
- 飾磨警察署
- 姫路市消防局 飾磨消防署
- 山陽特殊製鋼 本社・工場
- イオンモール姫路リバーシティー
- 野田川

## アクセス
- 山陽電鉄本線・網干線 飾磨駅から徒歩約9分
- 神姫バス 姫路南郵便局前停留所下車
- 姫路バイパス 姫路南ランプから南へ約2km
- 国道250号沿い
- 駐車場あり：13台